# Tour of the Alps 2023
46. ročník etapového cyklistického závodu Tour of the Alps se konal mezi 17. a 21. dubnem 2023 v rakouské spolkové zemi Tyrolsko a italském regionu Tridentsko-Horní Adiže. Celkovým vítězem se stal Brit Tao Geoghegan Hart z týmu Ineos Grenadiers. Na druhém a třetím místě se umístili Brit Hugh Carthy (EF Education–EasyPost) a Australan Jack Haig (Team Bahrain Victorious). Závod byl součástí UCI ProSeries 2023 na úrovni 2.Pro.

## Týmy
Závodu se zúčastnilo 8 z 18 UCI WorldTeamů, 9 UCI ProTeamů, 1 UCI Continental tým a rakouský národní tým. Všechny týmy nastoupily na start se sedmi závodníky kromě týmů AG2R Citroën Team, EF Education–EasyPost, Team Bahrain Victorious, Team Corratec a Team DSM s šesti jezdci, závod tak odstartovalo 128 jezdců. Do cíle v Brunecku dojelo 74 z nich.
UCI WorldTeamy
- AG2R Citroën Team
- Astana Qazaqstan Team
- Bora–Hansgrohe
- EF Education–EasyPost
- Ineos Grenadiers
- Movistar Team
- Team Bahrain Victorious
- Team DSM

UCI ProTeamy
- Caja Rural–Seguros RGA
- Eolo–Kometa
- Equipo Kern Pharma
- Euskaltel–Euskadi
- Green Project–Bardiani–CSF–Faizanè
- Israel–Premier Tech
- Q36.5 Pro Cycling Team
- Team Corratec
- Uno-X Pro Cycling Team

UCI Continental týmy
- Trinity Racing

Národní týmy
- Rakousko

## Trasa a etapy
| Etapa         | Datum         | Trasa                             | Vzdálenost | Typ      | Typ                 | Vítěz                    |
| ------------- | ------------- | --------------------------------- | ---------- | -------- | ------------------- | ------------------------ |
| 1             | 17. dubna     | Rattenberg – Alpbach              | 127,5 km   |          | Středně těžká etapa | Tao Geoghegan Hart (GBR) |
| 2             | 18. dubna     | Reith im Alpbachtal – Ritten      | 165,2 km   |          | Středně těžká etapa | Tao Geoghegan Hart (GBR) |
| 3             | 19. dubna     | Ritten – Brentonico San Valentino | 162,5 km   |          | Horská etapa        | Lennard Kämna (GER)      |
| 4             | 20. dubna     | Rovereto – Predazzo               | 152,9 km   |          | Horská etapa        | Gregor Mühlberger (AUT)  |
| 5             | 21. dubna     | Cavalese – Bruneck                | 144,5 km   |          | Středně těžká etapa | Simon Carr (GBR)         |
| Celková délka | Celková délka | Celková délka                     | 752,6 km   | 752,6 km | 752,6 km            | 752,6 km                 |

## Průběžné pořadí
| Etapa          | Vítěz              | Celkové pořadí     | Bodovací soutěž    | Vrchařská soutěž           | Soutěž mladých jezdců | Soutěž týmů      |
| -------------- | ------------------ | ------------------ | ------------------ | -------------------------- | --------------------- | ---------------- |
| 1              | Tao Geoghegan Hart | Tao Geoghegan Hart | Tao Geoghegan Hart | Jefferson Alexander Cepeda | Max Poole             | Ineos Grenadiers |
| 2              | Tao Geoghegan Hart | Tao Geoghegan Hart | Tao Geoghegan Hart | Santiago Buitrago          | Max Poole             | Ineos Grenadiers |
| 3              | Lennard Kämna      | Tao Geoghegan Hart | Tao Geoghegan Hart | Jefferson Alexander Cepeda | Max Poole             | Ineos Grenadiers |
| 4              | Gregor Mühlberger  | Tao Geoghegan Hart | Tao Geoghegan Hart | Jefferson Alexander Cepeda | Max Poole             | Ineos Grenadiers |
| 5              | Simon Carr         | Tao Geoghegan Hart | Tao Geoghegan Hart | Sergio Samitier            | Max Poole             | Bora–Hansgrohe   |
| Konečné pořadí | Konečné pořadí     | Tao Geoghegan Hart | Tao Geoghegan Hart | Sergio Samitier            | Max Poole             | Bora–Hansgrohe   |

- V etapách 2 – 5 nosil Moran Vermeulen, jenž byl druhý v bodovací soutěži, červený dres, neboť lídr této klasifikace Tao Geoghegan Hart nosil zelený dres pro lídra celkového pořadí.

## Konečné pořadí
| Legenda | Legenda                         | Legenda | Legenda                               |
| ------- | ------------------------------- | ------- | ------------------------------------- |
|         | Označuje lídra celkového pořadí |         | Označuje lídra vrchařské soutěže      |
|         | Označuje lídra bodovací soutěže |         | Označuje lídra soutěže mladých jezdců |

### Celkové pořadí
| Pořadí | Jezdec                           | Tým                     | Čas      |
| ------ | -------------------------------- | ----------------------- | -------- |
| 1      | Tao Geoghegan Hart (GBR)         | 19h 29' 50"             |          |
| 2      | Hugh Carthy (GBR)                | EF Education–EasyPost   | + 22"    |
| 3      | Jack Haig (AUS)                  | Team Bahrain Victorious | + 28"    |
| 4      | Jefferson Alexander Cepeda (ECU) | EF Education–EasyPost   | + 36"    |
| 5      | Lorenzo Fortunato (ITA)          | Eolo–Kometa             | + 38"    |
| 6      | Lennard Kämna (GER)              | Bora–Hansgrohe          | + 45"    |
| 7      | Pavel Sivakov (FRA)              | Ineos Grenadiers        | + 56"    |
| 8      | Santiago Buitrago (COL)          | Team Bahrain Victorious | + 58"    |
| 9      | Felix Gall (AUT)                 | AG2R Citroën Team       | + 1' 20" |
| 10     | Torstein Træen (NOR)             | Uno-X Pro Cycling Team  | + 1' 34" |

### Bodovací soutěž
| Pořadí | Jezdec                   | Tým                                | Body |
| ------ | ------------------------ | ---------------------------------- | ---- |
| 1      | Tao Geoghegan Hart (GBR) | Ineos Grenadiers                   | 58   |
| 2      | Moran Vermeulen (AUT)    | Rakousko                           | 50   |
| 3      | Gregor Mühlberger (AUT)  | Movistar Team                      | 39   |
| 4      | Simon Carr (GBR)         | EF Education–EasyPost              | 37   |
| 5      | Lennard Kämna (GER)      | Bora–Hansgrohe                     | 29   |
| 6      | Georg Steinhauser (GER)  | EF Education–EasyPost              | 28   |
| 7      | Jack Haig (AUS)          | Team Bahrain Victorious            | 25   |
| 8      | Giulio Pellizzari (ITA)  | Green Project–Bardiani–CSF–Faizanè | 22   |
| 9      | Hugh Carthy (GBR)        | EF Education–EasyPost              | 22   |
| 10     | Felix Gall (AUT)         | AG2R Citroën Team                  | 18   |

### Vrchařská soutěž
| Pořadí | Jezdec                           | Tým                                | Body |
| ------ | -------------------------------- | ---------------------------------- | ---- |
| 1      | Sergio Samitier (ESP)            | Movistar Team                      | 20   |
| 2      | Jefferson Alexander Cepeda (ECU) | EF Education–EasyPost              | 12   |
| 3      | Lennard Kämna (GER)              | Bora–Hansgrohe                     | 10   |
| 4      | Antonio Pedrero (ESP)            | Movistar Team                      | 10   |
| 5      | Óscar Rodríguez (ESP)            | Movistar Team                      | 10   |
| 6      | Simon Carr (GBR)                 | EF Education–EasyPost              | 9    |
| 7      | Luca Covili (ITA)                | Green Project–Bardiani–CSF–Faizanè | 8    |
| 8      | Santiago Buitrago (COL)          | Team Bahrain Victorious            | 6    |
| 9      | Giulio Pellizzari (ITA)          | Green Project–Bardiani–CSF–Faizanè | 6    |
| 10     | Jasha Sütterlin (GER)            | Team Bahrain Victorious            | 6    |

### Soutěž mladých jezdců
| Pořadí | Jezdec                       | Tým                                | Čas         |
| ------ | ---------------------------- | ---------------------------------- | ----------- |
| 1      | Max Poole (GBR)              | Team DSM                           | 19h 31' 36" |
| 2      | Johannes Kulset (NOR)        | Uno-X Pro Cycling Team             | + 1' 18"    |
| 3      | Matthew Riccitello (USA)     | Israel–Premier Tech                | + 1' 48"    |
| 4      | Finlay Pickering (GBR)       | Trinity Racing                     | + 9' 46"    |
| 5      | Georg Steinhauser (GER)      | EF Education–EasyPost              | + 13' 02"   |
| 6      | Edoardo Zambanini (ITA)      | Team Bahrain Victorious            | + 13' 07"   |
| 7      | Giulio Pellizzari (ITA)      | Green Project–Bardiani–CSF–Faizanè | + 15' 43"   |
| 8      | Alex Tolio (ITA)             | Green Project–Bardiani–CSF–Faizanè | + 21' 53"   |
| 9      | Florian Lipowitz (GER)       | Bora–Hansgrohe                     | + 32' 33"   |
| 10     | Valentin Paret-Peintre (FRA) | AG2R Citroën Team                  | + 32' 37"   |

### Soutěž týmů
| Pořadí | Tým                                | Čas         |
| ------ | ---------------------------------- | ----------- |
| 1      | Bora–Hansgrohe                     | 58h 28' 15" |
| 2      | Ineos Grenadiers                   | + 6' 00"    |
| 3      | EF Education–EasyPost              | + 7' 46"    |
| 4      | Team Bahrain Victorious            | + 9' 50"    |
| 5      | AG2R Citroën Team                  | + 13' 57"   |
| 6      | Israel–Premier Tech                | + 15' 44"   |
| 7      | Movistar Team                      | + 20' 34"   |
| 8      | Q36.5 Pro Cycling Team             | + 34' 05"   |
| 9      | Euskaltel–Euskadi                  | + 36' 28"   |
| 10     | Green Project–Bardiani–CSF–Faizanè | + 37' 28"   |